# Groupe DCB
Groupe DCB, fondé en 1969, est un cabinet de services financiers Canadien.
En 2011, Groupe DCB fondait Assurance Vie Affaires, un service de courtiers en assurances d'entreprises.

## Produits et Services

### Services Financiers
Depuis plus de 40 ans, le cabinet a développé une expertise particulière en planification financière et gestion des risques auprès des entrepreneurs, professionnels et dirigeants d'entreprises en phase de lancement, de croissance et de transfert à la relève.

### Assurance d'Entreprises
Mené par l'équipe du Groupe DCB, Assurance Vie Affaires a pour mission de mieux informer les gens d'affaires sur les meilleures solutions d’assurance de personnes et de gestion des risques financiers.